# بهرام‌آباد (اسکو)
بهرام‌آباد یکی از روستاهای استان آذربایجان شرقی است که در دهستان جزیره بخش ایلخچی شهرستان اسکو واقع شده‌است.این روستا ۷۵ نفر جمعیت دارد.